# Bundesstraße 275
Pour les articles homonymes, voir Route 275.
La Bundesstraße 275 est une Bundesstraße du Land de Hesse.

## Géographie
À Lauterbach, la rue commence par une jonction en forme de Y avec la B 254 puis longe au sud le Vogelsberg. À Hartmannshain, elle traverse la ligne de partage des eaux entre le Rhin et la Weser? atteignant son point culminant à environ 580 m. Ensuite, il suit la vallée de la Nidder jusqu'à l'A 45. Elle continue vers l'ouest par la Vettéravie.
À Ober-Mörlen, la B 275 traverse l'est du Hintertaunus et suit d'abord la vallée de l'Usa jusqu'à Usingen. Dans le centre-ville d'Usingen, il se divise en deux rues à sens unique séparées sur quelques centaines de mètres. À l'ouest d'Usingen, il traverse la zone de la source de la Weil, au sud-ouest de Riedelbach, à environ 520 m d'altitude, il atteint le point le plus élevé de cette partie puis suit l'Emsbach jusqu'à Waldems, où elle rencontre la B 8 et fait route commune sur 100 mètres. Après Taunusstein, elle traverse la vallée de l'Aar jusqu'à Bad Schwalbach.
La B 275 traverse Bad Schwalbach, où elle se divise à nouveau brièvement en deux rues à sens unique et se termine au sud de celle-ci en jonction avec la B 260 ("Bäderstraße") en haut de la Wambacher Stich, une ascension relativement raide du Rheingau.

## Source
- (de) Cet article est partiellement ou en totalité issu de l’article de Wikipédia en allemand intitulé « Bundesstraße 275 » (voir la liste des auteurs).

1. ↑  (de) « Die Bundes- und Reichsstraßen in Deutschland - Nr. 166 bis 327 » [archive du 18 février 2009], sur home.arcor.de (consulté le 16 juillet 2025)